# Leuchtturm Świnoujście
Der Leuchtturm Świnoujście (deutsch: Leuchtturm Swinemünde) ist der höchste Leuchtturm an der Ostsee, heute in der polnischen Woiwodschaft Westpommern gelegen. Der 68 m hohe Turm befindet sich am östlichen Ufer der Świna (Swine) auf der Insel Wolin (Wollin) südlich des Ostfort (Fort Gerhard) in Chorzelin (Osternothafen), einem Stadtteil von Świnoujście (Swinemünde).
Benachbarte Leuchttürme stehen auf der deutschen Insel Greifswalder Oie im Westen und in der Nähe des Ortes Wisełka der Leuchtturm Kikut im Osten.

## Geschichte
1805 wurde am Kopf des damaligen Ostpackwerkes eine sogenannte Leuchtbude in Betrieb genommen. Es handelte sich dabei um eine etwa 6 m hohe Konstruktion aus Holz, die das Licht eines offenen Feuers mit Spiegeln umleitete. Das Packwerk hielt der Ostsee nicht lange stand, mit ihm verfiel auch die Leuchtbude.
Nach fast 10-jähriger Bauzeit wurden 1828 die beiden Molen an der Swinemünder Hafeneinfahrt fertiggestellt. An der Spitze der Ostmole (seit 2013 Zentralmole) wurde eine Laternenbake errichtet, die schon als Leuchtturm von Swinemünde bezeichnet wurde. Die Feuerhöhe betrug etwa zwölf Meter. Zur Befeuerung wurden mehrere Argand-Lampen eingesetzt, die von je fünf bis sechs halbkreisförmig angeordneten Hohlspiegeln umgeben waren und mit Rapsöl betrieben wurden. Bei günstiger Witterung war die Befeuerung zwischen acht und zwölf Seemeilen weit zu sehen.

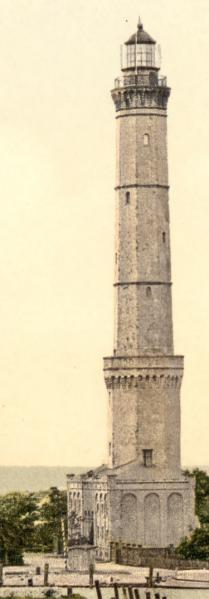
Der Leuchtturm in seiner ursprünglichen achteckigen Form, um 1900

Erst nach der endgültigen Befreiung Europas und dem Sturz Napoleons kam es in Preußen mit dem Deutschen Bund zur Bildung eines lockeren Bündnisses von Staaten. Unter der Leitung von Peter Beuth auf der „Stelle eines vortragenden Raths bei der General Verwaltung für Gewerbe und Handel“ wurde eine umfangreiche Befeuerung der preußischen Küste begonnen. Nach der Turmerhöhung Memel (1819) wurden neu erbaut Rixhöft (1822), Arcona (1824), Hela (1826) und Jershöft (1830). In der nachfolgenden Zeit bis zur Jahrhundertwende sind weit mehr als 20 Seefeuer an der deutschen Küste in Dienst gestellt worden.
Anfang der 1850er Jahre wurde der Berliner Oberbaurat August Severin mit dem Entwurf eines massiven Leuchtturms beauftragt. 1854 wurde in der Kolonie Osternothafen mit dem Bau des Turms begonnen. Er war der erste aus Keramikziegeln gemauerte achteckige Leuchtturm mit einer Höhe von mehr als 50 Meter. Am 1. Dezember 1857 konnte die Befeuerung probeweise in Betrieb genommen werden. Die amtliche Inbetriebnahme erfolgte am 1. Januar 1859. Die Gesamtkosten betrugen rund 60.000 Taler.
In den Jahren 1902 und 1903 wurde die verwitterte Außenhülle des Leuchtturms abgetragen und der Turm mit hart gebrannten Verblendsteinen ummantelt. Dazu musste ein 60 m hohes Baugerüst errichtet werden. Mit der Ummantelung erhielt der bisher achteckige Bau einen kreisrunden Querschnitt. Das Sockelgebäude wurde grundlegend umgestaltet. Die Gesamtkosten beliefen sich auf 79.500 Mark.
Seit den 1920er Jahren wird der Leuchtturm elektrisch betrieben.
Beim Luftangriff auf Swinemünde am 12. März 1945 wurde der Turm nicht getroffen. In der Nähe einschlagende Bomben beschädigten jedoch das Mauerwerk. Nach dem Zweiten Weltkrieg kam Swinemünde an Polen. Der Leuchtturm wurde von der polnischen Hafenbehörde wieder in Betrieb genommen. Erst 1959 kam es zu einer ersten Sanierung der Kriegsschäden. 1997 wurde der bauliche Zustand des Turmes untersucht. Umfangreiche Sanierungsarbeiten an der Außenhülle wurden erforderlich, für deren Beschädigungen unter anderem aggressive Dämpfe aus einer in der Nähe betriebenen Umschlagstation für chemische Güter verantwortlich gemacht wurden. Der Turm wurde dazu 1998 erneut voll eingerüstet. Die Arbeiten wurden 2000 abgeschlossen. Seitdem ist der Turm wieder für Besucher zugänglich. Im Sockelgebäude befindet sich das Museum für Leuchtturmwesen und Seenotrettung (Muzeum Latarnictwa i Ratownictwa Morskiego).

## Technik
Der Turm ist insgesamt 68 m hoch. Die Befeuerung befindet sich in 64,8 m Höhe. Der mittlere Durchmesser beträgt 7 m, die mittlere Wandstärke 1,5 m. Im Inneren befindet sich eine Wendeltreppe mit über 300 Stufen.
Die ursprüngliche Befeuerung des Leuchtturms bestand aus einer Argand-Lampe, deren Licht durch eine starre ringförmige Fresnelsche Gürtellinse gebündelt wurde. Die Brennweite betrug 92 cm, der Durchmesser 2 m. Der Preis der Linse wird auf 20.000 Taler geschätzt. Die Argand-Lampe verbrauchte etwa 1 kg Rapsöl pro Stunde. Je nach Jahreszeit und Brenndauer mussten bis zu 16 kg Öl auf den Turm geschafft werden.
Beim Umbau des Turms 1902/1903 erhielt der Turm ein Blendenkarussel und somit eine Kennung. Sie besteht aus vier Sekunden Lichtintervall und einer Sekunde Dunkelphase. Das Blendenkarussell wurde durch ein Gewicht betrieben, das ähnlich wie bei einer Pendeluhr an einem Seil herabsank. Mit einer Handkurbel wurde das Gewicht wieder nach oben gezogen.
In den 1920er Jahren wurde die Befeuerung auf eine elektrische 4200-W-Glühlampe umgestellt. Zusammen mit einer Ersatzlampe befindet diese sich in einer Kippvorrichtung. Bei Ausfall der Glühlampe kann so die Ersatzlampe schnell an die Stelle der ausgefallenen gebracht werden. Auch das Blendenkarussell wird seit dieser Zeit elektrisch betrieben.
Für den Betrieb und die Unterhaltung ist das Seeamt in Stettin zuständig.

## Philatelistische Würdigung
Im Jahr 2015 gab die polnische Post den vierten Briefmarkenblock einer neuen Serie mit Leuchttürmen der polnischen Küste heraus. Eine der Briefmarken zeigt die Latarnia Morska Swinoujscie, Wert 2,35 zł.